# Constitución Provisional de la República Catalana

La estelada independentista catalana (arriba) y la bandera cubana (abajo) presidieron la Asamblea Constituyente del Separatismo Catalán en la que se aprobó la Constitució Provisional de la República Catalana.

La Constitución Provisional de la República Catalana fue un proyecto de Constitución de una futura República Catalana aprobado por la Asamblea Constituyente del Separatismo Catalán celebrada en La Habana (Cuba) entre el 30 de septiembre y el 2 de octubre de 1928 y que estuvo presidida por Francesc Macià, líder del partido independentista catalán Estat Català, que vivía en el exilio a causa de la instauración en España de la dictadura de Primo de Rivera. La misma Asamblea fundó el Partit Separatista Revolucionari Català.

## Historia
A pesar del fracaso del complot de Prats de Molló, que había pretendido derribar la dictadura de Primo de Rivera y proclamar la República Catalana independiente, Francesc Macià, su impulsor y dirigene máximo, se convirtió en l'Avi ('el abuelo'), mito viviente del nacionalismo catalán, "precisamente en el momento de más baja popularidad de la Dictadura y sus cómplices en Cataluña", como ha destacado el historiador Eduardo González Calleja. En diciembre de 1927 Macià inició un viaje por América Latina, que acabó en Cuba.
En La Habana se celebró la autodenominada Asamblea Constituyente del Separatismo Catalán entre los días 30 de septiembre y 2 de octubre de 1928, una convención política del independentismo catalán propuesta a Macià por Josep Conangla i Fontanilles, miembro destacado del Club Separatista Català número 1 de la capital cubana.
En la Asamblea se aprobó la Constitució Provisional de la República Catalana, que había sido redactada por Conangla i Fontanilles. Constaba de 36 títulos y 302 artículos, y en ella se definía a la República catalana como «técnico-democrática-representativa». Además se establecía el catalán como lengua oficial, las comarcas como los entes territoriales catalanes, la igualdad de derechos entre hombres y mujeres, la enseñanza obligatoria y gratuita, y la separación entre la Iglesia y el Estado. Además se abolía la pena de muerte y la censura. También se proclamaba «la unidad indestructible de Cataluña» y la decisión de valerse «de medios revolucionarios para independizarse». Del texto se editaron 10.000 ejemplares, una tirada importante para la época.
El autor del texto de la Constitución, Conangla i Fontanilles, afirmó:

Mientras en Cataluña algunos intelectuales y pseudopatriotas se entretenían con malabarismos literarios y a cultivar filosofías estadizas, aquí [en La Habana] se ocupaba de abrir el plebiscito preparatorio de la asamblea del separatismo catalán y de elaborar la Constitución provisional de la futura República catalana.